# Ursula Maria Wartmann
Ursula Maria Wartmann (* 8. Juli 1953 in Oberhausen) ist eine deutsche Journalistin und Schriftstellerin.

## Leben
Wartmann legte ihr Abitur am Bertha-von-Suttner-Gymnasium in Oberhausen ab und studierte anschließend Soziologie und Politikwissenschaften in Essen, Aachen und Marburg. Im Anschluss absolvierte sie ein Zeitungsvolontariat in Gießen und Friedberg. Als Redakteurin und freie Journalistin war sie bei verschiedenen Zeitungen und Zeitschriften in Hessen, Niedersachsen und Hamburg tätig. 2006 zog sie nach Dortmund.
Sie schreibt Romane und Reportagen, Essays und Erzählungen, seit 2019 auch Lyrik. Sie ist Mitglied u. a. im Verband deutscher Schriftstellerinnen und Schriftsteller sowie der Gesellschaft für zeitgenössische Lyrik in Leipzig.

## Auszeichnungen (Auswahl)
- 1983: Elisabeth-Selbert-Preis der Hessischen Landesregierung[3][2]
- 1993: Literaturpreis Ullstein-Verlag Berlin, 1. Preis[2]
- 2001: Literaturpreis Ruhrgebiet, Förderpreis[2]
- 2002: Literaturpreis Oberhausen[2]
- 2007: Literaturpreis Autorinnenforum Rheinsberg[2]
- 2017: Wahl zur Autorin des Jahres der Autorinnenvereinigung[4][2]
- 2019: Writer in Residence in Leeds[2]
- 2019: Ehrenring der Stadt Dortmund[5]
- 2020: 2. Preis beim Landschreiber-Wettbewerb, Sparte Lyrik[2]

## Publikationen (Auswahl)
- Tante Lissi kann auch anders. Roman. Fischer, Frankfurt a. M. 1998, ISBN 3-596-13679-2.
- Tante Lissi geht auf‘s Ganze. Roman. Fischer, Frankfurt a. M. 1999, ISBN 3-596-14360-8.
- Die Angst der Kaninchen. Roman. Quer Verlag, Berlin 2003, ISBN 978-3-89656-087-2.
- Rückkehr der Träume. Roman. Quer Verlag, Berlin 2004, ISBN 978-3-89656-105-3.
- Pension Vera. Roman. Brockmeyer, Bochum 2015, ISBN  978-3-81960985-5.
- mit Regina Müller-Ehlbeck (unter den Pseudonymen: Hanna Holm und Linda Lövgren): Schwedische Verführung. Roman. Neopubli, Berlin 2018, ISBN 978-3-7450-8638-6.
- Der Bourbon des Grafikers. Erzählungen. (= edition offenes feld, Band 26). BoD, Norderstedt 2019, ISBN 978-3-7494-8703-5.
- Gegen acht im Park. Gedichte. (= edition offenes feld, Band 34). BoD, Norderstedt 2020, ISBN 978-3-7504-5996-0.
- Am Ende der Sichtachse. Gedichte. (= edition offenes feld, Band 58). BoD, Norderstedt 2021, ISBN 978-3-7543-0473-0.
- Nachtkinder in hohen Hüten. (= edition offenes feld, Band 93). BoD, Norderstedt 2023, ISBN 978-3-7578-3084-7.
- mit Maria Braig: Drei Kinder und ein kleiner Hund. epubli, Berlin 2023, ISBN 978-3758452789.
- Lesebuch Ursula Maria Wartmann zusammengestellt von Jürgen Brôcan (= Nylands Kleine Westfälische Bibliothek; 137), Aisthesis Verlag (Nyland-Stiftung), Bielefeld 2025, ISBN 978-3-8498-2084-8.

## Hörspiel
- 1995: Die Engelmacher – Regie: Angeli Backhausen (Original-Hörspiel – WDR)